# ام‌وی کاربو
ام‌وی کاربو (به انگلیسی: MV Caribou) یک کشتی بود که طول آن ۱۷۲٫۷۶ متر (۵۶۷ فوت) بود. این کشتی در سال ۱۹۸۵ ساخته شد.